# Penha (Santa Catarina)
Balneário de Penha is een gemeente in de Braziliaanse deelstaat Santa Catarina. De gemeente telt 22.263 inwoners (schatting 2009).

## Bezienswaardigheid
- Het pretpark Beto Carrero World

## Aangrenzende gemeenten
De gemeente grenst aan Balneário Piçarras en Navegantes.

## Verkeer en vervoer
De plaats ligt aan de noord-zuidlopende weg BR-101 tussen Touros en São José do Norte.